# أندرو نيلسون
أندرو نيلسون (بالإنجليزية: Andrew Nelson)‏ هو لاعب كرة قدم بريطاني في مركز الهجوم، ولد في 16 سبتمبر 1997 في ستوكتون أون تيز ‏ في المملكة المتحدة. لعب مع نادي فالكيرك.

## وصلات خارجية
- أندرو نيلسون على موقع قاعدة بيانات كرة القدم.إي يو (الإنجليزية)
- أندرو نيلسون على موقع Soccerway.com (الإنجليزية)